# うつのみやこども賞
うつのみやこども賞（うつのみやこどもしょう）とは、1984年に創設された、宇都宮市立中央図書館と宇都宮子どもの本連絡会によって授与される児童文学賞である。

## 受賞した作品

### 第1回～第10回
- 第1回（昭和59年度）	『おばあさんのゾウ』 かつおきんや／著　永井吐無／画　リブリオ出版
- 第2回（昭和60年度）	『二分間の冒険』 岡田淳／著　太田大八／画　偕成社
- 第3回（昭和61年度）	『お江戸の百太郎』 那須正幹／著　長野ヒデ子／画　岩崎書店
- 第4回（昭和62年度）	『バッケの原の物語』 吉田とし／著　牧野鈴子／画　小峰書店
- 第5回（昭和63年度）	『ジャパニーズ・ドリーム』 蜂屋誠一／著　渡辺浩・桂子／画　偕成社
- 第6回（平成元年度）	『児童館の黒キリン事件』 新庄節美／著　岡本順／画　講談社
- 第7回（平成2年度）	『クヌギ林のザワザワ荘』 富安陽子／著　安永麻紀／画　あかね書房
- 第8回（平成3年度）	『テーオバルトの騎士道入門』 斉藤洋／著　おぼまこと／画　理論社
- 第9回（平成4年度）	『ジーク-月のしずく日のしずく-』 斉藤洋／著　小澤摩純／画　偕成社
- 第10回（平成5年度）	『八月の恐竜』 三田村信行／著　黒岩章人／画　ほるぷ出版

### 第11回～第20回
- 第11回（平成6年度）	『うさぎ色の季節』 緒島英二／著　長谷川智子／画　ポプラ社
- 第12回（平成7年度）	『塾-七転八起きの12歳-』 高山栄子／著　武田美穂／画　ポプラ社
- 第13回（平成8年度）	『ハートボイス-いつか翔べる日』 青木和雄／著　水野ぷりん／画　金の星社
- 第14回（平成9年度）	『スズメぼうし』 たつみや章／著　広瀬弦／画　あかね書房
- 第15回（平成10年度）	『ぼっこ』 富安陽子／著　瓜南直子／画　偕成社
- 第16回（平成11年度）	『用寛さん本伝　開眼の巻』 杉山亮／著　藤本ともひこ／画　フレーベル館
- 第17回（平成12年度）	『いつも心に好奇心』 はやみねかおる・松原秀行／著　村田四郎・梶山直美／画　講談社
- 第18回（平成13年度）	『はじまりの樹の物語』 岡田淳／著　岡田淳／画　理論社
- 第19回（平成14年度）	『リューンノールの庭』 松本祐子／著　佐竹美保／画　小峰書店
- 第20回（平成15年度）	『ぼくと未来屋の夏』 はやみねかおる／著　長野ともこ／画　講談社

### 第21回～第30回
- 第21回（平成16年度）	『黄金蝶ひとり』 太田忠司／著　網中いづ子／画　講談社
- 第22回（平成17年度）	『ラインの虜囚』 田中芳樹／著　鶴田謙二／画　講談社
- 第23回（平成18年度）	『銃とチョコレート』 乙一／著　平田秀一／画　講談社
- 第24回（平成19年度）	『マキの廃墟伝説』 山中恒／著　スカイエマ／画　理論社
- 第25回（平成20年度）	『くらげや雑貨店』 長谷川光太／著　椿しょう／画　ポプラ社
- 第26回（平成21年度）	『恐竜がくれた夏休み』 はやみねかおる／著　武本糸会／画　講談社
- 第27回（平成22年度）	『ヤマタノオロチ復活-蓮の奥出雲戦記-』 廣田衣世／著　照世／画　岩崎書店
- 第28回（平成23年度）	『スーパーキッズ-最低で最高のボクたち-』 佐藤まどか／著　平沢下戸／画　講談社
- 第29回（平成24年度）	 『劇団6年2組』吉野万理子／著　宮尾和孝／画　学研教育出版
- 第30回（平成25年度）	 『狛犬の佐助　迷子の巻』伊藤遊／著　岡本順／画　ポプラ社

### 第31回～第40回
- 第31回（平成26年度）	 『ロード　キャンピングカーは北へ』山口理／著　佐藤真紀子／絵　文研出版
- 第32回（平成27年度）	 『ひみつの校庭』吉野万理子／著　宮尾和孝／絵　学研プラス[3]
- 第33回（平成28年度）	 『へなちょこ探偵24じ』齊藤飛鳥／著　佐竹美保／絵　童心社
- 第34回（平成29年度）	 『狐霊の檻』廣嶋玲子／著　マタジロウ／絵　小峰書店
- 第35回（平成30年度）	 『奇譚ルーム』はやみねかおる／著　しきみ／絵　朝日新聞出版
- 第36回（令和元年度）	 『羊の告解』いとうみく／著　ゆの／装画　静山社
- 第37回（令和2年度）	 『ぼくたちの緑の星』小手鞠るい／著　片山若子／絵　童心社
- 第38回（令和3年度）	 『嘘吹きネットワーク』久米絵美里／著　PHP研究所
- 第39回（令和4年度）	 『病院図書館の青と空』令丈ヒロ子／著　講談社
- 第40回（令和5年度）	 『きみの鐘が鳴る』尾崎英子／作　ポプラ社

### 第41回～第50回
- 第41回（令和6年度）	 『真実の口』いとうみく／著　講談社

こども賞を受賞した作者には、選定委員の子どもたちから直接、作者へ表彰状が贈られる。
また、図書館で行われる表彰式では、作者による記念講演会も行われる。

## 他の受賞
- 特別賞 第22回（平成17年度）、3年連続してミステリーランドの作品が受賞し、企画者の宇山日出臣・講談社文芸図書第三出版部元部長に特別賞を授与して表彰する[4][5]